# Migració altitudinal

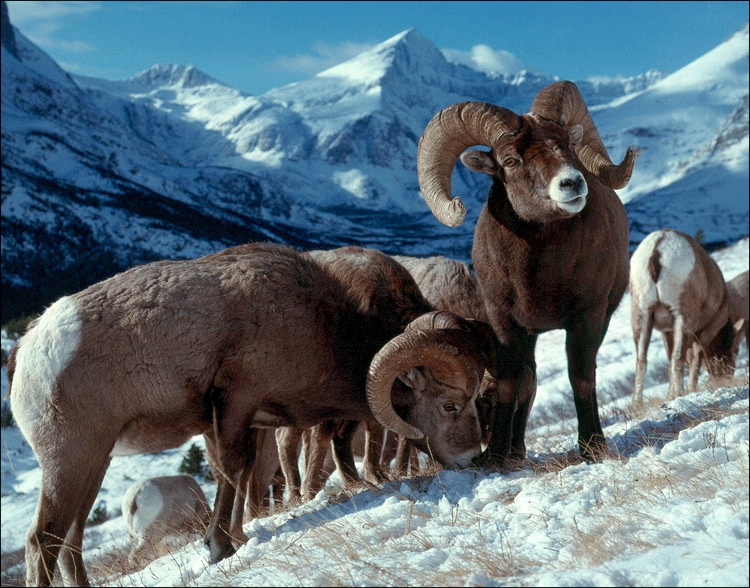
El mufló de les muntanyes Rocoses (Ovis canadensis) migra entre les altes muntanyes, on estan més segurs dels depredadors, i les valls on hi ha més menjar a l'hivern.

La migració altitudinal és un tipus de migració animal que es caracteritza per ser de curta distància i desplaçaments des d'altituds més baixes a altituds més altes i viceversa. Sembla que els migrants altitudinals canvien d'elevació segons les estacions fent, per tant, que aquesta forma de migració sigui estacional. La migració altitudinal es pot observar amb més freqüència en espècies que habiten ecosistemes temperats o tropicals. Aquest comportament s'observa habitualment en espècies d'ocells, però també es pot observar en altres vertebrats i alguns invertebrats. Es creu que passa en resposta a canvis de clima i/o de disponibilitat d'aliments, així com cada vegada més a causa de la influència antròpica. Aquestes migracions poden tenir lloc tant durant les èpoques reproductives com les no reproductives.
Els patrons de migració altitudinal poden veure's afectats pel canvi climàtic, donant lloc a situacions potencialment mortals per a algunes espècies. La desforestació pot afectar els corredors dels migrants altitudinals i podria portar-los a àrees massa petites per a què aquestes espècies finalment emigrin. Els canvis en l'entorn de les espècies que migren altitudinalment també poden afectar la dispersió de llavors.

## Regions
Les espècies que presenten migracions altitudinals es poden trobar a gairebé tots els continents de la Terra. L'únic continent on no es pot observar la migració altitudinal és l'Antàrtida. Entre espècies de clima temperat hi ha molts exemples documentats de desplaçaments de rang migratori en un gradient d'elevació, si bé aquestes migracions es coneixen millor a les regions temperades i molt menys entre els ecosistemes i espècies tropicals. La migració altitudinal s'observa típicament entre tàxons que es troben en àrees muntanyenques. Generalment, a mesura que augmenta l'elevació, la riquesa d'espècies disminueix.
Les característiques típiques dels migrants altitudinals tropicals inclouen: una alta taxa de frugivors o nectarívors; desplaçaments entre zones d'elevació més baixa durant les èpoques de no reproducció i zones més elevades durant les èpoques de reproducció, o en un cicle anual o estacional consistent; almenys una part de la població és migratòria i l'altra part de la població roman en llocs de cria durant tot l'any. Aquesta última característica pot ser esbiaixada pel sexe, com passa amb els juncos, en què els mascles són menys propensos a migrar que les femelles. El manaquí gorjablanc (Corapipo altera) proporciona un bon exemple de migrant altitudinal en mostrar tots aquests trets. Té una alta taxa de frugívor, migra des d'elevacions més baixes a elevacions més altes en un cicle predictible basat en l'època de reproducció i part de la població és migratòria, amb una petita part possiblement romanent als llocs de reproducció durant tot l'any.

## Espècies
Hi ha moltes espècies d'animals que presenten migracions altitudinals i molts exemples de vertebrats que en presenten, tanmateix a partir del 2021 s'ha documentat pocs exemples d'invertebrats que en presentin.

### Vertebrats

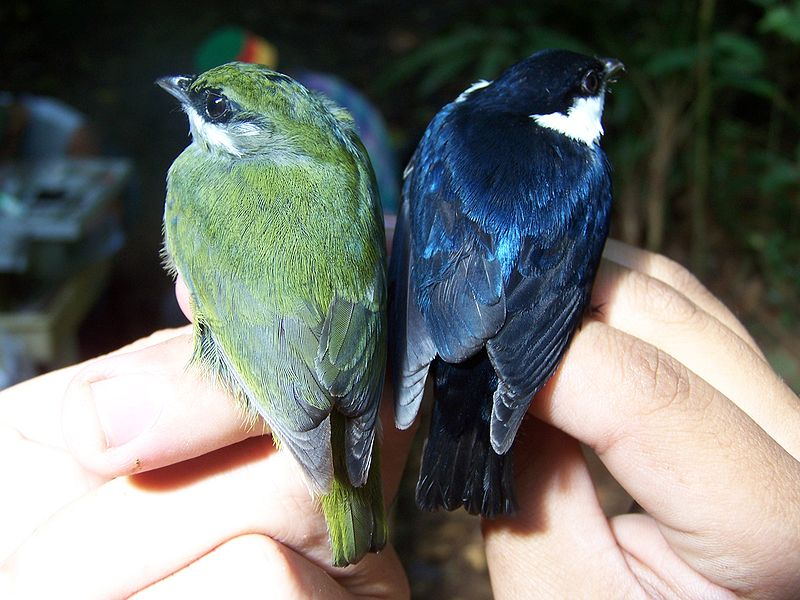
El manaquí gorjablanc (Corapipo altera) és un migrant altitudinal ben conegut. A l'esquerra un mascle de tres anys i a la dreta un de més gran.

#### Ocells
Als tròpics, les migracions altitudinals s'observen amb més freqüència entre els frugívors i els nectarívors, com la dels colibrís tropicals, que migren altitudinalment en resposta als canvis en l'abundància i disponibilitat d'aliments. Aquest patró de migració s'ha observat en ocells neotropicals, 
Les espècies d'ocells tropicals que són migrants altitudinals inclouen el manaquí gorjablanc (Corapipo altera), el quetzal esplèndid (Pharomachrus mocinno), un mínim de 16 espècies de rapinyaires i moltes espècies de colibrí.
L'oca de les Hawaii (Branta sandvicensis) és una espècie d'oca originària de les illes Hawaii coneguda per migrar altitudinalment. Aquesta espècie d'oca es pot trobar a elevacions més baixes durant les èpoques de reproducció i durant la muda, i a elevacions més altes durant les èpoques de no reproducció.

Les espècies d'ocells de zones temperades conegudes per migrar altitudinalment inclouen la griva americana (Turdus migratorius), la mallerenga muntanyenca (Poecile gambeli) i la merla d'aigua nord-americana (Cinclus mexicanus).

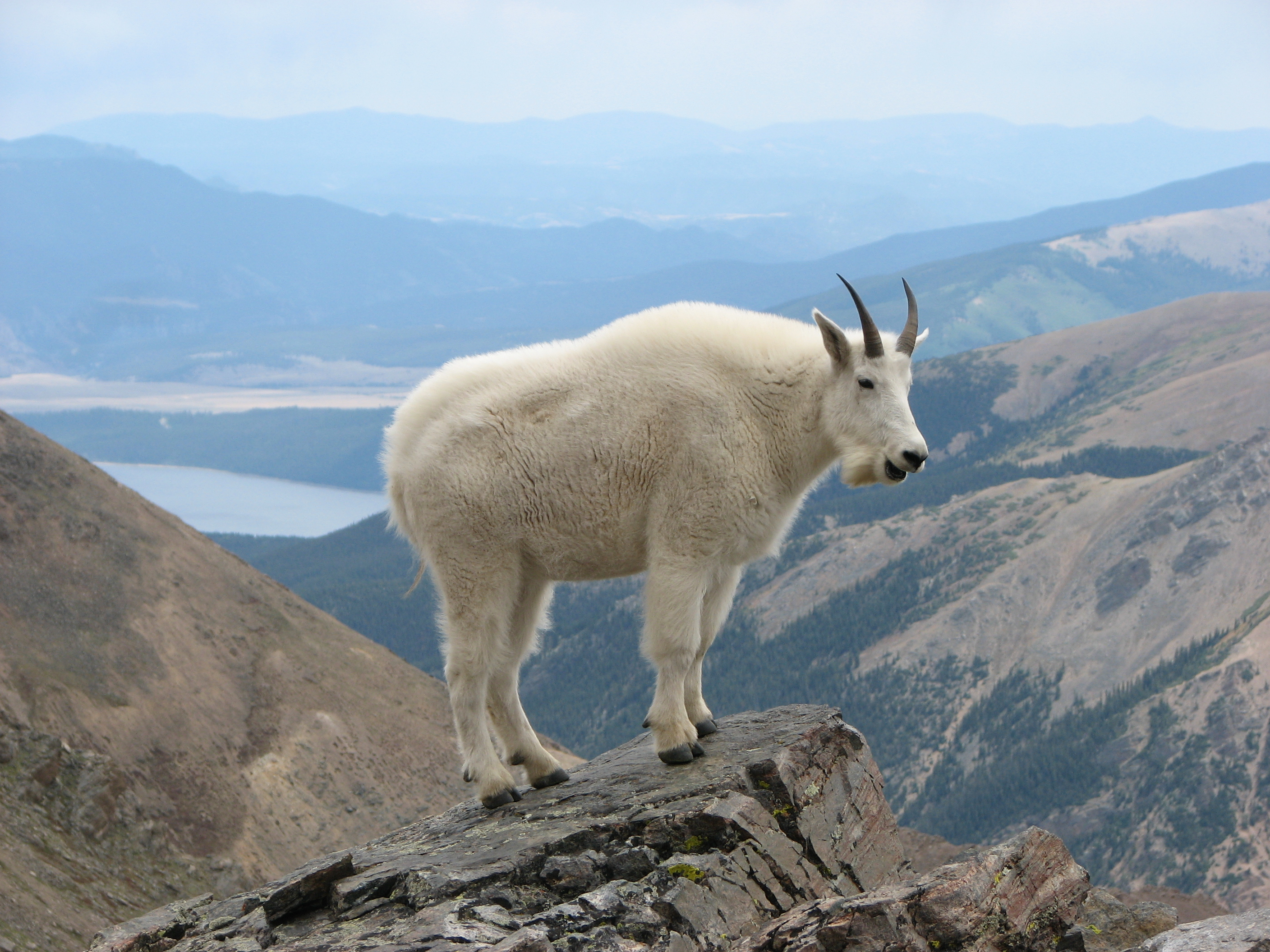
Cabra blanca (Oreamnos americanus).

#### Mamífers
Tot i que és menys freqüent que en els ocells, en la majoria d'ungulats de les Muntanyes Rocoses la migració altitudinal encara juga un paper en els patrons de migració entre algunes espècies de mamífers.
Els ungulats que s'ha observat que migren altitudinalment inclouen cabirols, els mufló de les muntanyes Rocoses (Ovis canadensis) i les cabres blanques (Oreamnos americanus).
Hi ha menys exemples documentats de migrants altitudinals de mamífers en les zones tropicals. Tanmateix se sap que algunes espècies de ratpenats que migren altitudinalment. A partir del 2014, no hi ha molta informació sobre el per què d'aquesta migració altitudinal, s'especula en que pot ser per recursos alimentaris o per a la reproducció. Els patrons migratoris d'aquestes espècies de ratpenats són migracions altitudinals diferenciats per sexe, amb les femelles que habiten elevacions més baixes durant els períodes reproductius.

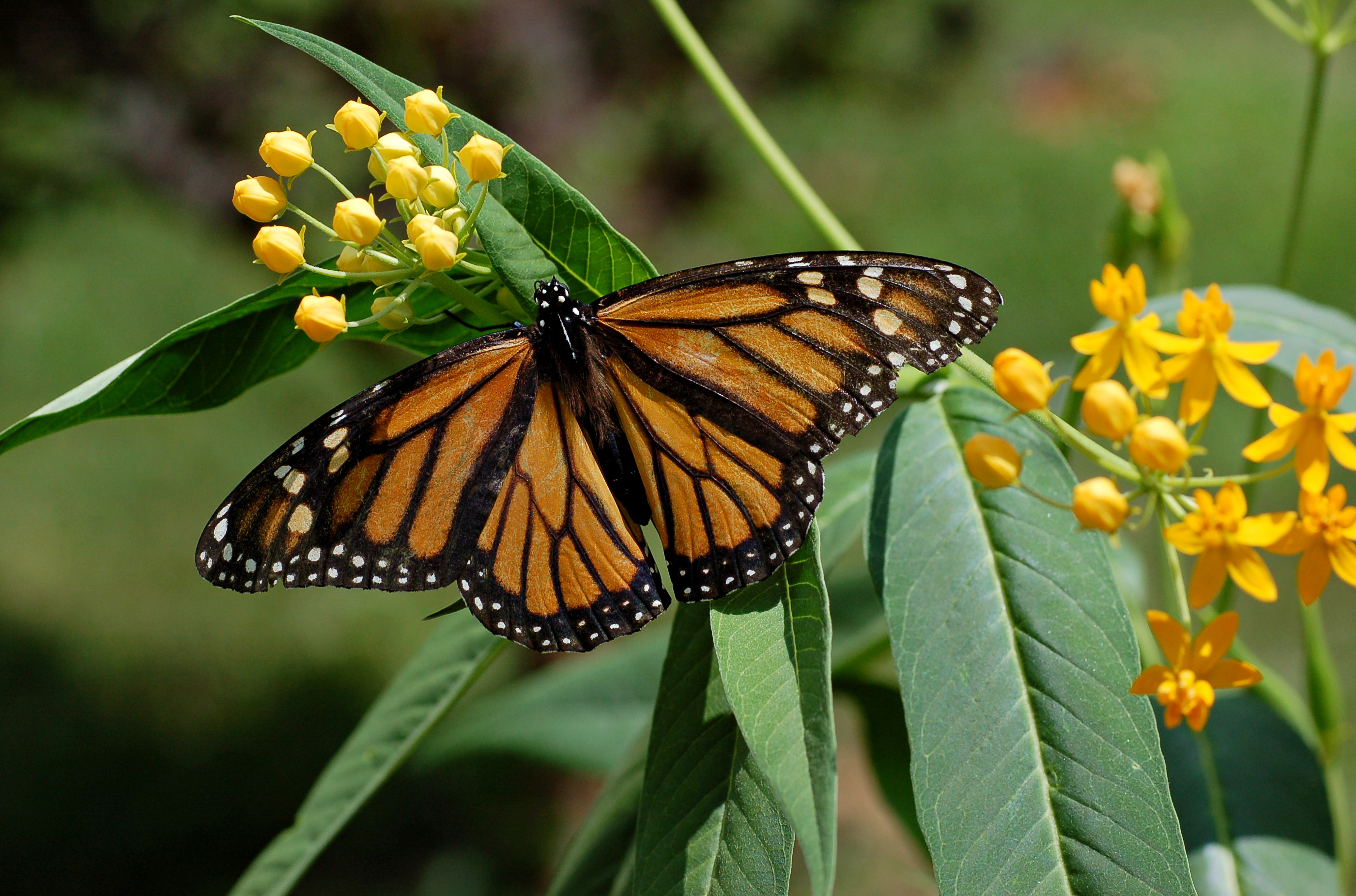
Papallona monarca (Danaus plexippus).

#### Invertebrats
Hi ha poca documentació sobre els invertebrats que migren altitudinalment en comparació amb les espècies d'ocells. La papallona monarca (Danaus plexippus) és una espècie que es coneix que migra altitudinalment, així com la papallona Parantica sita. Segons Masahito T. Kimura, els invertebrats migren altitudinalment "com a mitjà per escapar de condicions desfavorables com ara la baixa temperatura a l'hivern o alta a l'estiu, la poca disponibilitat de recursos, per un elevat parasitisme, la infecció microbiana severa o la sobrepoblació".

## Causes
La migració altitudinal, com a patró de migració de curta distància, ha estat més fàcil de rastrejar que els patrons de llarga distància. Tot i així, tot i que s'entenen bé les causes pròximes i les adaptacions fisiològiques de les migracions, determinar les causes últimes ha estat difícil. Aquesta dificultat s'ha relacionat amb l'èxit limitat de les tècniques de marcatge i recaptura utilitzades per fer el seguiment d'espècies migratòries. Hi ha moltes hipòtesis sobre el per què es produeix la migració altitudinal, incloses les correlacions entre l'abundància d'aliments i la nutrició: la necessitat de migrar per tal de satisfer necessitats específiques associades a variacions d'abundància i nutrició; els llocs de reproducció i cria es troben a elevacions diferents de les dels llocs no de reproducció; causes antropogèniques que obliguen cada cop més a desplaçar-se a altituds majors a causa de les accions humanes.

### Abundància d'aliments i nutrició
La migració en resposta a l'abundància d'aliments ha estat la hipòtesi més acceptada de per què les espècies migren altitudinalment. Aquesta hipòtesi afirma que els pics d'abundància d'aliments al llarg d'un gradient d'elevació, com el vessant d'una muntanya, impulsen els patrons de migració a mesura que les espècies exploten els recursos alimentaris disponibles. Els pics d'abundància d'aliments al llarg d'aquest gradient sovint coincideixen amb l'època de reproducció. Alguns ocells frugívors, com ara els manaquís gorjablanc (Corapipo altera) migren a elevacions més altes per explotar els pics d'abundància de fruits. L'evidència avala la possibilitat que els migrants tinguin un avantatge competitiu en comparació amb les espècies no migrants (sedentàries), a causa de l'augment de la capacitat d'alimentació en una àrea més gran, el que resulta en una major absorció d'aliments i nutrients. En anàlisis a gran escala i comparacions de parelles d'espècies d'ocells tropicals frugívors s'ha demostrat que la dieta difereix entre les espècies no migratòries i les migratòries.
Tot i que aquesta hipòtesi està recolzada i ha estat la més acceptada, no explica per què els migrants altitudinals tornen a cotes més baixes, o si es fa com a resposta als recursos alimentaris canviants. S'ha proposat que la disponibilitat de recursos relacionada amb la meteorologia, pot desencadenar la migració altitudinal d'algunes espècies, com ara el manaquí gorjablanc ho fa durant les tempestes.

### Reproducció
Diverses espècies participen en moviments que es podrien definir com a migració altitudinal com a part dels comportaments d'aparellament o reproducció que tenen.
Per exemple, en els mascles de manaquí gorjablanc, el comportament migratori ha demostrat que disminueix l'estatus social i l'èxit d'aparellament a leks la següent temporada de reproducció.
La majoria de les espècies de colibrís de Monteverde (Costa Rica) es desplacen a cotes més altes durant l'estació humida per reproduir-se.
És ben conegut que de les 16 espècies de rapinyaires neotropicals que són migrants altitudinals, inclòs el còndor andí (Vultur gryphus), la majoria es reprodueixen a les parts altes dels Andes i migren a les zones baixes durant les èpoques no reproductives.

### Depredació del niu
Els estudis han demostrat un risc reduït de depredació de nius a altituds més altes, cosa que pot explicar la migració altitudinal estacional (època de reproducció — estació no reproductiva) d'alguns ocells passeriformes. Un experiment amb 385 nius a diferents llocs del vessant atlàntic de Costa Rica va mostrar una disminució de la depredació a altituds creixents, amb la depredació més alta a altituds intermèdies. Aquesta hipòtesi proposa que la migració altitudinal podria haver evolucionat entre algunes espècies com a resposta a la depredació dels nius, com a manera de reduir el risc. Els estudis també han demostrat que l'elevació del territori influeix en el temps de reproducció.

### Antròpiques
L'íbex d'Etiòpia (Capra walie) ha estat cada cop més desplaçat a altituds més altes a les serralades d'Etiòpia a causa de l'activitat humana, incloent-hi la guerra que va afectar el territori natiu, l'expansió dels assentaments humans i el cultiu.

## Implicacions en la conservació

### Canvi climàtic
El canvi climàtic podria estar fent que els patrons de migració canviïn cap a un període primerenc, coincidint amb un començament avançat del període de creixement. Això significa que per reproduir-se, les espècies migratòries poden abandonar altituds més baixes i desplaçar-se a altituds més elevades, mentre que els llocs de cria encara no tenen els recursos necessaris. Algunes espècies que tenen rutes migratòries més curtes poden tornar a cotes més baixes i esperar, però corren el risc de quedar-se sense recursos en aquesta altitud més baixa, com ara menjar i protecció, que només poden estar disponibles durant un curt espai de temps.
Més del 30% dels ocells i altres espècies dels boscos de muntanya mostren patrons de migració altitudinals. Per això, els canvis en el clima i l'estacionalitat (disminució o augment) afectarien una gran part de les espècies tropicals i poden provocar una cascada tròfica a nivell comunitari.
A més, el canvi climàtic pot provocar que les tempestes estacionals i els patrons de pluges canviïn, canviant el moment i/o la necessitat de la migració altitudinal en el futur canviant la disponibilitat de recursos, que es creu que és la causa impulsora de la migració altitudinal.
El desplaçament a altituds més elevades de les espècies causat pel canvi climàtic també té el potencial de provocar tant l'extinció als cims de les muntanyes com el desgast biòtic de les terres baixes. Això es deu al fet que els tròpics de les terres baixes manquen espècies que puguin fer front a l'augment de les temperatures. Es pot produir una pèrdua general de riquesa d'espècies a causa d'haver menys espècies migratòries per substituir les extintes.
Això s'ha vist observant la data mitjana d'arribada i sortida cap a zones d'altitud més elevades de la griva americana (Turdus migratorius). L'interval de la mitjana ha canviat fins a dues setmanes a causa del canvi en els patrons estacionals d'abundància de recursos i temperatura.

### Corredors de migració
Els corredors de migració, que connecten els hàbitats de terra baixa i de muntanya, són essencials per al manteniment i la supervivència de les espècies migratòries. Algunes espècies poden travessar terrenys desforestats, com les pastures, però moltes requereixen zones forestals tancades, com el que proporcionen aquests corredors de migració. La desforestació pot interrompre aquests corredors i afectar el patró de migració d'espècies que sí que presenten migració altitudinal. La desforestació pot limitar la quantitat d'espai disponible per a la migració, donant lloc a un patró de migració més curt i limitat.

### Dispersió de llavors
Els ocells frugívors tropicals tenen migracions altitudinals complexes i són responsables de la dispersió de moltes espècies de llavors per les diferents zones de vida de Holdridge i regions de transició, provocant una àmplia dispersió d'espècies vegetals i un important vincle ecològic. Un canvi en els patrons de migració pot provocar una disminució de l'eficiència i la capacitat d'aquestes espècies com a agents de dispersió de llavors.